# Emilija Baranac
Emilija Baranac (Vancouver, Columbia Británica; 4 de agosto de 1994) es una actriz y modelo canadiense. Es conocida por interpretar a Jamie en la serie de Freeform Beyond y Midge Klump en la serie de The CW Riverdale.

## Vida y carrera
Nació en Vancouver, Columbia Británica, de padres serbios. Baranac apareció en cuatro episodios de la serie de Freeform Beyond interpretando a Jamie. La serie se estrenó en enero de 2017. En mayo del mismo año, actuó en la película para televisión de Lifetime Deadly Sorority interpretando a Kristina Roberts. Desde 2017, interpreta a Midge Klump en la segunda temporada de la serie de  The CW Riverdale. Baranac también coprotagonizará como Genevieve la adaptación cinematográfica de la novela romántica para jóvenes adultos de Jenny Han A todos los chicos de los que me enamoré.

## Filmografía
| Año     | Título                                     | Rol               | Notas                                                                        |
| ------- | ------------------------------------------ | ----------------- | ---------------------------------------------------------------------------- |
| 2013    | Aliens in the House                        | Sophie            |                                                                              |
| 2015    | Supernatural                               | Crystal Thorrson  | Episodio: "Brother's Keeper"                                                 |
| 2015    | Love You to Death                          | Paige Winters     | Película para televisión                                                     |
| 2016    | #Sti                                       | Emily             | Episodio: "A Weekend to Remember"                                            |
| 2017    | Beyond                                     | Jamie             | 4 episodios                                                                  |
| 2017    | Deadly Sorority                            | Kristina Roberts  | Película para televisión                                                     |
| 2017–18 | Riverdale                                  | Midge Klump       | 9 episodios (temporada 2-3)                                                  |
| 2018    | A todos los chicos de los que me enamoré   | Genevieve «Gen»   |                                                                              |
| 2019–21 | Charmed                                    | Heidi             | 3 episodios                                                                  |
| 2019    | Tempting Fate                              | Olivia Cartwright |                                                                              |
| 2019    | El mundo oculto de Sabrina                 | Audrey            | Episodio: "Chapter Fifteen: Doctor Cerberus's House of Horror" (temporada 2) |
| 2020    | A todos los chicos: P.D. Todavía te quiero | Genevieve «Gen»   |                                                                              |
| 2021    | A todos los chicos: Para siempre           | Genevieve «Gen»   |                                                                              |
| TBA     | There's Someone Inside Your House          | Hailey            |                                                                              |